# Lampaul-Ploudalmézeau
Lampaul-Ploudalmézeau é uma comuna francesa na região administrativa da Bretanha, no departamento Finisterra. Estende-se por uma área de 6,33 km². Em 2010 a comuna tinha 852 habitantes (densidade: 134,6 hab./km²).